# René Régnault
Pour les articles homonymes, voir Régnault.
René Régnault est un homme politique français, né le 23 août 1936 à Lanrelas (Côtes-du-Nord). Il est membre du Parti socialiste.
Professeur dans l'enseignement technique, il a été élu sénateur des Côtes-du-Nord lors des élections sénatoriales de 1980 et a été réélu pour un second mandat le 24 septembre 1989. Battu lors du premier tour des sénatoriales en 1998, il ne se maintient pas au second tour. Il a par ailleurs été maire de Saint-Samson-sur-Rance de 1995 à 2014 et président de l'Association des maires des Côtes-d'Armor et président de la Commission Locale de l'Eau du SAGE Rance Frémur baie de Beaussais. Depuis 1996, il est président du Comité national d'action sociale (CNAS).

## Détail des fonctions et des mandats
Mandat parlementaire
- 28 septembre 1980 - 30 septembre 1998 : sénateur des Côtes-du-Nord

Mandats locaux
- 28 mars 1971 - 28 mars 2014 : maire de Saint-Samson-sur-Rance
- 30 septembre 1973 - 10 mars 1985 : conseiller général du canton de Dinan-Ouest

## Décoration
- Officier de la Légion d'honneur (2014) ; chevalier (2001).

## Distinctions
- Maire honoraire de Saint-Samson-sur-Rance
- Sénateur honoraire des Côtes-du-Nord